# Biodegradabilidade

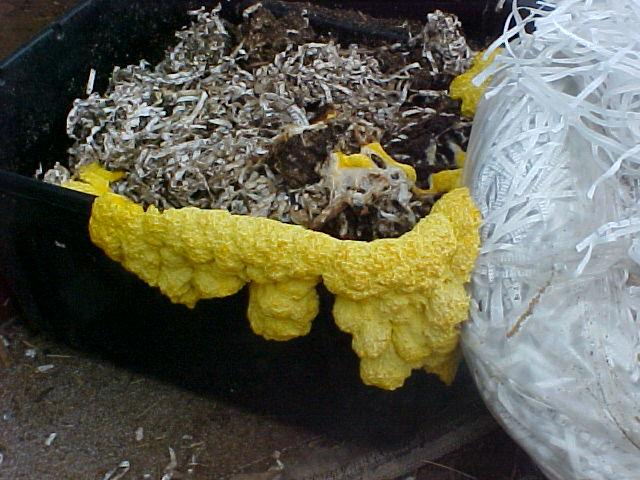
Líquen crescendo em um recipiente úmido contendo papel picotado

A biodegradabilidade é a característica de algumas substâncias químicas podem ser usadas como substratos por microorganismos, que as empregam para produzir energia por respiração celular e criar outras substâncias como aminoácidos, novos tecidos e novos organismos.
A biodegradação é vantajosa ao meio ambiente porque elimina de certos contaminantes de origem orgânica como fezes, detergentes, papel, hidrocarbonetos, etc. Entretanto, este tratamento pode não ser efetivo se o contaminante apresentar outras substâncias, como metais pesados, ou se o meio apresenta um pH extremo. Nestes casos, é necessário um tratamento prévio que torne o contaminante em condições para que as bactérias possam realizar sua função sem ser destruídas e portanto, com uma velocidade aceitável.
A degradação destes compostos pode produzir-se por duas vias:
- degradação aeróbica
- degradação anaeróbica